# Batangbatang Laok
Batangbatang Laok is een bestuurslaag in het regentschap Sumenep van de provincie Oost-Java, Indonesië. Batangbatang Laok telt 3602 inwoners (volkstelling 2010).